# Fondation Casques Rouges
 (décembre 2010).
La Fondation Casques Rouges est une association française loi de 1901 créée en 2006 par Nicole Guedj, ancienne secrétaire d’État.
Elle est conçue comme un facilitateur de l’action humanitaire qui s’est fixé deux objectifs majeurs :
- obtenir la création d’une force internationale humanitaire, placée sous l’égide des Nations unies, pour coordonner l’action des équipes de secours déployées, dans l’urgence, sur un théâtre de catastrophe naturelle ;
- utiliser les nouvelles technologies au service des victimes en développant des outils destinés à renforcer les capacités d’intervention des ONG opérationnelles.

## Projet
Après le tremblement de terre qui a dévaste Haïti, le Président René Préval, premier témoin du manque d’organisation de l’aide internationale, a rejoint le combat des Casques Rouges. Il a, en outre, cosigné avec Nicole Guedj,  un « Appel pour la création de Casques Rouges à l’ONU » dans la presse internationale.

## Actions

### Emergesat, un conteneur de télécommunications satellitaires
Conçu par la Fondation Casques Rouges et élaboré en partenariat avec le Centre national d'études spatiales (CNES) et Thales Alenia Space, Emergesat est un conteneur de télécommunications satellitaires qui permet aux équipes de terrain de communiquer entre elles, d’échanger leurs données et d’organiser ainsi les opérations secours.
Emergesat a été expérimenté au Tchad, dans les camps de réfugiés darfouris, en partenariat avec le Haut Commissariat des Nations unies pour les réfugiés (UNHCR).